# Erica macilenta
Erica macilenta är en ljungväxtart som beskrevs av Guthrie och Bolus. Erica macilenta ingår i släktet klockljungssläktet, och familjen ljungväxter. Inga underarter finns listade i Catalogue of Life.